# Caloptilia aurantiaca
Caloptilia aurantiaca är en fjärilsart som först beskrevs av Thomas Vernon Wollaston 1858.  Caloptilia aurantiaca ingår i släktet Caloptilia och familjen styltmalar.
Artens utbredningsområde är:
- Portugal.
- Spanien.

Inga underarter finns listade i Catalogue of Life.

## Bildgalleri

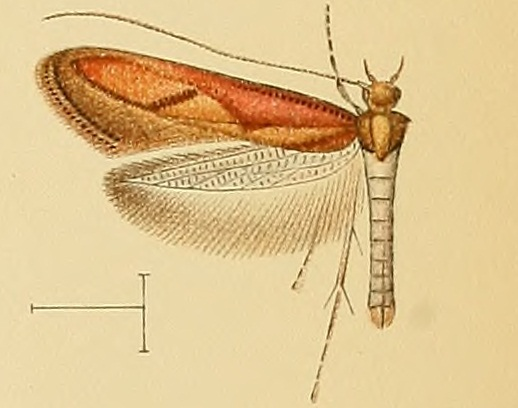